# Jean-Jacques Razafindranazy
Jean-Jacques Razafindranazy (Madagascar, 1952-Lille, 21 de marzo de 2020) fue un médico francés de origen malgache, nacido en Madagascar.

## Biografía
Jean-Jacques Razafindranazy nacido en Madagascar en 1952, domiciliado en Soissons, Francia, con su esposa, la cual es médico y trabaja como pediatra para la clínica médica afiliada al mismo municipio, mientras que él trabajaba como médico de urgencias en varias instituciones universitarias ubicadas en el noreste de Francia, incluidos Chauny y Saint-Quentin en Aisne, así como Péronne en Somme, hasta antes de llegar en 2013, al centro hospitalario de Compiègne ubicado en el departamento de Oise.

## Muerte
Fue llamado inmediatamente a la acción por el brote de COVID-19 mientras regresaba de unas vacaciones a Madagascar, un tiempo durante el cual sus hijos lo describieron como "en buena forma". Sin embargo, la escasez de máscaras faciales y el estrés de trabajar en el cuidado de la salud durante este tiempo lo llevaron a contraer el virus. Fue trasladado de inmediato al hospital CHU en Lille, donde murió el 21 de marzo de 2020.
El ministro francés de Asuntos Sociales y Salud, Olivier Véran, anunció la muerte de Razafindranazy en RTL el 22 de marzo de 2020 al igual que Patrick Pelloux, presidente de la Asociación de Médicos Urgentes de Francia, en BFM TV. La muerte de Razafindranazy fue la primera entre los profesionales de la salud franceses, y causó un mayor énfasis en la importancia de usar máscaras de FFP2 mientras se trataba el brote de enfermedad por coronavirus.